# Gu Xiong (poète)
Gu Xiong (chinois : 顾敻 ; chinois traditionnel : 顧敻 ; pinyin : Gù Xiōng ; Wade : Ku Hsiung) est un fonctionnaire de la période des Cinq Dynasties et des Dix Royaumes et du Shu postérieur. C’est aussi un poète lyrique de l’école poétique Parmi les fleurs (Huajian) (花间). Il est considéré par plusieurs comme « l’un des meilleurs poètes de la poésie élégante des Cinq Dynasties (五代艳词上驷) ».

## Biographie
Les informations sur la naissance et le décès de Gu Xiong sont inconnues.
Gu Xiong fut d’abord un serviteur du palais — au niveau petit fonctionnaire — dans le royaume de Shu antérieur pendant le règne de Wang Jian (poète), servant l’empereur et ses concubines. Plus tard, il fut promu gouverneur de la préfecture de Maozhou.
À la fondation de l’État de Shu postérieur, Gu Xiong sert Meng Zhixiang (en) et il gravit les échelons jusqu’à être promu au rang de grand maréchal (太尉),.
Comme mentionné plus haut, la date et le lieu de sa mort sont inconnus.

### Poésie
Gu Xiong excelle en poésie lyrique ci. Son style est semblable à celui de du célèbre poète Wen Tingyun. Ses ci sont sincères et passionnés, gracieux et émouvants. Il est habile à composer des chansons avec des structures très variées. Ses images sont vivantes, fraîches et ses émotions très poignantes et douces.
On retrouve cinquante-cinq de ses poèmes à chanter dans le Recueil parmi les fleurs (花间集) )(Huajian ji) et, par le fait même, Gu Xiong fait partie du groupe des poètes floraux.

#### Thèmes poétiques
Les cinquante-cinq ci de Gu Xiong traitent tous de l’amour entre hommes et femmes. Ils expriment des sentiments profonds et passionnés. Certaines de ses œuvres, comme La coupe en feuille de lotus (荷叶杯), incorporent des expressions familières, les rendant mélodieuses et faciles à lire, ajoutant ainsi de l’humour et de l’attrait.

#### PoèmeDans la longue nuit(永夜)
Sur l’air : Exprimant le fond de mon cœur (訴衷情). 
| Chinois 永夜拋人何處去？ 絕來音。 香閣掩， 眉斂， 月將沈， 爭忍不相尋？ 怨孤衾。 換我心， 為你心， 始知相憶深。 | Traduction libre Dans la longue nuit où il me laisse, où va-t-il ? Aucune nouvelle. Dans le pavillon parfumé clos, mes sourcils se froncent. La lune va se coucher, comment supporter de ne pas te chercher ? Je me plains de ma couche solitaire, si je pouvais échanger mon cœur Contre le tien, tu saurais enfin combien ma nostalgie est profonde. |